# 키바 (애니메이션)
키바(일본어: 牙→송곳니)는 2006년 4월 2일부터 2007년 3월 25일까지 TV 도쿄 계열에서 방송된 텔레비전 애니메이션이다.